# Pergagrapta condei
Pergagrapta condei – gatunek błonkówki z rodziny Pergidae.

## Taksonomia
Gatunek ten został opisany w 1939 roku przez Roberta B. Bensona. Jako miejsce typowe podał on miasto Adelaide. Holotypem była samica.

## Zasięg występowania
Pergagrapta condei występuje w australijskim stanie Australia Południowa.